# Aleksiej Gegeczkori
Aleksiej Aleksandrowicz Gegeczkori pseud. Sasza (gruz. ალექსი გეგეჭკორი (საშა), ros. Алексей Александрович Гегечкори (Саша), ur. 5 grudnia 1887 we wsi Naogalezi, zm. 7 czerwca 1928 w Tbilisi) – gruziński rewolucjonista i działacz komunistyczny, radziecki działacz partyjny i państwowy.

## Życiorys
Urodził się w rodzinie szlacheckiej. W 1902 związał się z ruchem rewolucyjnym, w 1908 wstąpił do partii bolszewickiej. Prowadził działalność partyjną w Baku, Tbilisi, Megrelii, Czelabińsku, Rostowie nad Donem i innych. Kilkukrotnie był represjonowany za działalność komunistyczną. Po rewolucji lutowej brał udział w zakładaniu biura bolszewików w Kutaisi. W 1918 był przedstawicielem sztabu bojowego Zachodniogruzińskiego Komitetu partii i jednym z przywódców powstania przeciwko mienszewickim władzom Gruzji. Jesienią 1918 brał udział w walkach z białymi w obwodzie terskim, został ciężko ranny. Po radzieckim podboju Gruzji w 1921 został przewodniczącym tbiliskiego komitetu rewolucyjnego i członkiem Gruzińskiego Komitetu Rewolucyjnego, 1922-1923 był ludowym komisarzem spraw wewnętrznych, a w 1924 ludowym komisarzem rolnictwa Gruzińskiej SRR i jednocześnie od 1922 zastępcą przewodniczącego Rady Komisarzy Ludowych Gruzińskiej SRR. Był delegatem na XI i XV Zjazdy WKP(b). Był odznaczony Orderem Czerwonego Sztandaru.